# Меммельсдорф
Меммельсдорф (нім. Memmelsdorf) — громада в Німеччині, розташована в землі Баварія. Підпорядковується адміністративному округу Верхня Франконія. Входить до складу району Бамберг.
Площа — 26,16 км2. Населення становить 8844 ос. (станом на 31 грудня 2020).

## Географія

### Адміністративний поділ
Громада  складається з 10 районів:
- Дрозендорф
- Креммельдорф
- Лаубенд
- Ліхтенайхе
- Менеджеров
- Меммельсдорф
- Меркендорф
- Шлосс-Зегоф
- Шмерльдорф
- Вайхендорф